# Zipi y Zape (revista)
Zipi y Zape va ser una revista juvenil editada per l'Editorial Bruguera en 1972 i dirigida per Miguel Martín Monforte, qui va ser substituït en 1975 per Mercedes Blanco Abelaira. L'èxit d'aquesta publicació va generar l'aparició de dues revistes més de Bruguera associades als personatges de Zipi i Zape: "Super Zipi y Zape" (1973-1983) i "Zipi y Zape Especial" (1978-1986). Després de la desfeta de Bruguera, va ser represa per Ediciones B.

## Característiques
Aquest va ser el primer còmic publicat íntegrament en color per Bruguera, ja que les altres revistes d'aquella època (Mortadelo, Pulgarcito, Tío Vivo...) encara alternaven el color amb el bicrom. També va ser una de les revistes de Bruguera que més material estranger publicava, almenys en els seus primers anys, en una proporció del 50%, que de mica en mica va quedar reduïda al 25%. La sèrie estrella de la revista era naturalment Zipi i Zape de Josep Escobar, que apareixia en les primeres quatre (de vegades només dues) pàgines de la publicació. Generalment eren historietes autoconclusives, encara que imitant les pautes Francisco Ibáñez a la revista Mortadelo, Escobar també va realitzar diverses sèries per capítols durant una breu època. Les historietes llargues publicades en aquesta revista eren reedicions de les que havia publicat prèviament a la revista Mortadelo. També va incloure histories llargues dels Barrufets, entre 1979 i 1980.
Les seves portades, plenes de colors pop, amb un gag a tota pàgina dels seus principals protagonistes, van calar profundament en el públic.
Va canviar el logotip del seu títol i va passar a titular-se Zipi Zape a partir del número 561, augmentant el preu a 60 pessetes i la paginació a 36. El preu va arribar fins a les 85 ptes.

## Trajectòria

### Primera època: Bruguera (1972-1986)
A principis dels anys setanta les dues sèries de còmic autòctones publicades per l'Editorial Bruguera més conegudes i demandades pel públic juvenil eren Mortadel·lo i Filemó i Zipi i Zape. Aquesta situació es va fer evident sobretot gràcies a l'enquesta que va publicar Bruguera en les seves revistes el gener de 1970 per valorar la popularitat dels seus personatges. La gran acollida que va tenir la nova capçalera Mortadelo (1970) va promoure el naixement d'una revista dedicada a Zipi i Zape dos anys després.
El primer número de la revista, el 0, es va publicar de manera gratuïta el 10 de juliol de 1972, costant 7 pessetes els següents. Durant tota la dècada dels 70, es va distingir pel protagonisme de sèries protagonitzades per nens i adolescents, tant les sèries espanyoles com les estrangeres. Entre les primeres, s'incloïa una historieta generalment autoconclusiva de Zipi y Zape, material nou de l'escola valenciana (Sanchis, Karpa, Sifré, Rojas de la Cámara), historietes de l'habitual elenc de personatges humorístics de Bruguera (noves o reeditades) i una nodrida aportació forana i adaptacions de contes clàssics realitzades per Cassarel i Casamitjana. Les sèries estrangeres provenien principalment d'Anglaterra (a través de l'agència I.P.C., que incloïa alguna sèrie realitzada per autors espanyols com Paulino, un fracaso de marino, dibuixada per Raf)), França i Bèlgica (Dargaud i Lombard) i Itàlia (Edipress).
La capçalera seria una de les més longeves de l'editorial Bruguera, sobrevivint fins al tancament de l'editorial i sent represa per Ediciones B. Zipi y Zape va néixer amb una bona acceptació (124.500 exemplars venuts de mitjana els dos primers anys), però va anar descendint progressivament en vendes, encara que va aguantar als quioscos fins a 1986. En aquesta etapa va tenir 673 números, més diversos números extraordinaris entre almanacs i extres de primavera, estiu i Nadal.

### Segona època: Ediciones B (1987-1991)
Ediciones B va continuar la revista Zipi Zape a la que va canviar novament de títol retornant-lo a Zipi y Zape el 1988. Segons estimacions de la publicació digital Tebeosfera es podrien haver publicat 199 números i quatre extraordinaris.

## Col·laboradors
Entre els principals col·laboradors hi havia Josep Escobar i Saliente, Jan, Peñarroya, Francisco Ibáñez, García Lorente, Raf, Jauem Rovira, Bono, Segura, Fresno's (Carlos i Luis Fresno), Gosset, Sanchis, Karpa, Sifré, Rojas de la Cámara, Carrillo, Roba, Iñigo, Enrich, Martz Schmidt, Ayné.

## Personatges
Zipi y Zape (Escobar), Bonifacio y Pedernal (Pineda Bono), Roquita (Gosset), Robín Robot (Sanchís), Toby (Escobar), Superlópez (Jan), Cacharrilandia (Ayné), Cinco amiguetes (Rovira), Benito Boniato (Carlos i Luis Fresno), Alí, el genio de la lámpara (Sifré), Aníbal i Marujito (Rojas de la Cámara).